# Paicun (köpinghuvudort i Kina, Tibet Autonomous Region, lat 29,51, long 94,85)
Paicun (kinesiska: 派村, 多雄, 派镇) är en köpinghuvudort i Kina. Den ligger i den autonoma regionen Tibet, i den sydvästra delen av landet, omkring 360 kilometer öster om regionhuvudstaden Lhasa. Antalet invånare är 2 334. Befolkningen består av 1 116 kvinnor och 1 218 män. Barn under 15 år utgör 22,0 %, vuxna 15-64 år 70 %, och äldre över 65 år 6,0 %.
Runt Paicun är det mycket glesbefolkat, med 2 invånare per kvadratkilometer. Det finns inga andra samhällen i närheten. I omgivningarna runt Paicun växer i huvudsak blandskog.
Genomsnittlig årsnederbörd är 1 771 millimeter. Den regnigaste månaden är juni, med i genomsnitt 386 mm nederbörd, och den torraste är januari, med 3 mm nederbörd.